# 特殊酉群
在数学中，{\displaystyle n} 阶特殊酉群（英語：special unitary group），记作 {\displaystyle \operatorname {SU} (n)}，是行列式为 1 的 {\displaystyle n\times n} 酉矩阵组成的群（一般酉矩阵的行列式是绝对值为1的复数）。群运算是矩阵乘法。特殊酉群是由 {\displaystyle n\times n} 酉矩阵组成的酉群 {\displaystyle \operatorname {U} (n)} 的一个子群，酉群又是一般线性群 {\displaystyle \operatorname {GL} (n,\mathbb {C} }) 的一个子群。
群 {\displaystyle \operatorname {SU} (n)} 在粒子物理中标准模型中有广泛的应用，特别是 {\displaystyle \operatorname {SU} (2)} 在电弱相互作用与 {\displaystyle \operatorname {SU} (3)} 在量子色动力学中。
最简单的情形 {\displaystyle \operatorname {SU} (1)}，是平凡群，只有一个元素。群 {\displaystyle \operatorname {SU} (2)} 同构于範數为 {\displaystyle 1} 的四元数，从而微分同胚于三维球面。因为单位四元数可表示三维空间中的旋转（差一个符号），我们有一个满同态从 {\displaystyle \operatorname {SU} (2)} 到旋转群 {\displaystyle \operatorname {SO} (3)}，其核为 {\displaystyle \{+I,-I\}}。

## 性质
特殊酉群 SU(n) 是一个 n2-1 维实矩阵李群。在拓扑上是紧及单连通的。在代数上，它是一个单李群（意为它的李代数是单的，见下）。SU(n) 的中心同构于循环群 Zn。当 n ≥ 3，它的外自同构群是 Z2，而 SU(2) 的外自同构群是平凡群。
SU(n) 代数由 n2 个算子生成，满足交换关系（对 i, j, k, l = 1, 2, ..., n）：
{\displaystyle \left[{\hat {O}}_{ij},{\hat {O}}_{kl}\right]=\delta _{jk}{\hat {O}}_{il}-\delta _{il}{\hat {O}}_{kj}}
另外，算子
{\displaystyle {\hat {N}}=\sum _{i=1}^{n}{\hat {O}}_{ii}}
满足
{\displaystyle \left[{\hat {N}},{\hat {O}}_{ij}\right]=0}
这意味着 SU(n) 独立的生成元个数是 n2-1。

## 生成元
一般地，SU(n) 的无穷小生成元（infinitesimal generator） T，由一个无迹埃尔米特矩阵表示。即
- {\displaystyle \operatorname {tr} (T_{a})=0,\,}

以及
- {\displaystyle T_{a}=T_{a}^{\dagger }.\,}

### 基本表示
在定义或基本表示中，由 {\displaystyle n\times n} 矩阵表示的生成元是：
- {\displaystyle T_{a}T_{b}={\frac {1}{2n}}\delta _{ab}I_{n}+{\frac {1}{2}}\sum _{c=1}^{n^{2}-1}{(if_{abc}+d_{abc})T_{c}}\,}

这里系数 {\displaystyle f} 是结构常数，它对所有指标都是反对称的，而系数 {\displaystyle d} 对所有指标都是对称的。
从而
- {\displaystyle \left[T_{a},T_{b}\right]_{+}={\frac {1}{n}}\delta _{ab}+\sum _{c=1}^{n^{2}-1}{d_{abc}T_{c}}\,}
- {\displaystyle \left[T_{a},T_{b}\right]_{-}=i\sum _{c=1}^{n^{2}-1}{f_{abc}T_{c}}\,}

我们也有
- {\displaystyle \sum _{c,e=1}^{n^{2}-1}d_{ace}d_{bce}={\frac {n^{2}-4}{n}}\delta _{ab}\,}

作为一个正规化约定。

### 伴随表示
在伴随表示中，生成元表示由 {\displaystyle (n^{2}-1)\times (n^{2}-1)} 矩阵表示，其元素由结构常数定义：
- {\displaystyle (T_{a})_{jk}=-if_{ajk}\,}

## SU(2)
{\displaystyle \operatorname {SU} _{2}(\mathbb {C} )} 一个一般矩阵元素形如
{\displaystyle U={\begin{pmatrix}\alpha &-{\overline {\beta }}\\\beta &{\overline {\alpha }}\end{pmatrix}}}
这里 {\displaystyle \alpha ,\beta \in \mathbb {C} } 使得 {\displaystyle |\alpha |^{2}+|\beta |^{2}=1}。我们考虑如下映射 {\displaystyle \varphi :\mathbb {C} ^{2}\to \operatorname {M} (2,\mathbb {C} )}，（这里 {\displaystyle \operatorname {M} (2,\mathbb {C} )} 表示 2×2 复矩阵集合），定义为
{\displaystyle \varphi (\alpha ,\beta )={\begin{pmatrix}\alpha &-{\overline {\beta }}\\\beta &{\overline {\alpha }}\end{pmatrix}}.}
考虑到 {\displaystyle \mathbb {C} ^{2}} 微分同胚于 {\displaystyle \mathbb {R} ^{4}} 和 {\displaystyle \operatorname {M} (2,\mathbb {C} )} 同胚于 {\displaystyle \mathbb {R} ^{8}}，我们可看到 {\displaystyle \varphi } 是一个实线性单射，从而是一个嵌入。现在考虑 {\displaystyle \varphi } 限制在三维球面上，记作 {\displaystyle S^{3}}，我们可发现这是三维球面到 {\displaystyle \operatorname {M} (2,\mathbb {C} )} 的一个紧子流形的一个嵌入。但显然有 {\displaystyle \varphi (S^{3})=\operatorname {SU} _{2}(\mathbb {C} )}，作为一个流形微分同胚于 {\displaystyle \operatorname {SU} _{2}(\mathbb {C} )}，使 {\displaystyle \operatorname {SU} _{2}(\mathbb {C} )} 成为一个紧连通李群。
现在考虑李代数 {\displaystyle {\mathfrak {su}}_{2}(\mathbb {C} )}，一个一般元素形如
{\displaystyle U'={\begin{pmatrix}ix&-{\overline {\beta }}\\\beta &-ix\end{pmatrix}}}
这里 {\displaystyle x\in \mathbb {R} } 以及 {\displaystyle \beta \in \mathbb {C} }。易验证这样形式的矩阵的迹是零并为反埃尔米特的。从而李代数由如下矩阵生成
{\displaystyle u_{1}={\begin{pmatrix}0&i\\i&0\end{pmatrix}}\qquad u_{2}={\begin{pmatrix}0&-1\\1&0\end{pmatrix}}\qquad u_{3}={\begin{pmatrix}i&0\\0&-i\end{pmatrix}}}
易见它具有上面提到的一般元素的形式。它们满足关系 {\displaystyle u_{3}u_{2}=-u_{2}u_{3}=u_{1}} 和 {\displaystyle u_{2}u_{1}=-u_{1}u_{2}=u_{3}}。从而交换子括号由
{\displaystyle [u_{1},u_{3}]=2u_{2},\qquad [u_{2},u_{1}]=2u_{3},\qquad [u_{3},u_{2}]=2u_{1}.}
确定。上述生成元与泡利矩阵有关，{\displaystyle u_{1}=i\sigma _{1}}, {\displaystyle u_{2}=-i\sigma _{2}} 及 {\displaystyle u_{3}=i\sigma _{3}}。

## SU(3)
SU(3) 的生成元 T，在定义表示中为
{\displaystyle T_{a}={\frac {\lambda _{a}}{\sqrt {2}}}.\,}
这里 {\displaystyle \lambda \,} 为盖尔曼矩阵，是 SU(2) 泡利矩阵在 SU(3) 之类比：
| {\displaystyle \lambda _{1}={\begin{pmatrix}0&1&0\\1&0&0\\0&0&0\end{pmatrix}}}  | {\displaystyle \lambda _{2}={\begin{pmatrix}0&-i&0\\i&0&0\\0&0&0\end{pmatrix}}}                       | {\displaystyle \lambda _{3}={\begin{pmatrix}1&0&0\\0&-1&0\\0&0&0\end{pmatrix}}} |
| {\displaystyle \lambda _{4}={\begin{pmatrix}0&0&1\\0&0&0\\1&0&0\end{pmatrix}}}  | {\displaystyle \lambda _{5}={\begin{pmatrix}0&0&-i\\0&0&0\\i&0&0\end{pmatrix}}}                       | {\displaystyle \lambda _{6}={\begin{pmatrix}0&0&0\\0&0&1\\0&1&0\end{pmatrix}}}  |
| {\displaystyle \lambda _{7}={\begin{pmatrix}0&0&0\\0&0&-i\\0&i&0\end{pmatrix}}} | {\displaystyle \lambda _{8}={\frac {1}{\sqrt {3}}}{\begin{pmatrix}1&0&0\\0&1&0\\0&0&-2\end{pmatrix}}} |                                                                                 |
注意它们都是无迹埃尔米特矩阵。
它们服从关系
- {\displaystyle \left[T_{a},T_{b}\right]=i\sum _{c=1}^{8}{f_{abc}T_{c}}\,}

这里 f 是结构常数，如上所定义，它们的值为
{\displaystyle f^{123}=1\,}
{\displaystyle f^{147}=-f^{156}=f^{246}=f^{257}=f^{345}=-f^{367}={\frac {1}{2}}\,}
{\displaystyle f^{458}=f^{678}={\frac {\sqrt {3}}{2}}\,}
d 的取值：
{\displaystyle d^{118}=d^{228}=d^{338}=-d^{888}={\frac {1}{\sqrt {3}}}\,}
{\displaystyle d^{448}=d^{558}=d^{668}=d^{778}=-{\frac {1}{2{\sqrt {3}}}}\,}
{\displaystyle d^{146}=d^{157}=-d^{247}=d^{256}=d^{344}=d^{355}=-d^{366}=-d^{377}={\frac {1}{2}}\,}

## 李代数
{\displaystyle \mathrm {SU} (n)} 对应的李代数记作 {\displaystyle {\mathfrak {su}}(n)}。它的标准数学表示由无迹反埃尔米特 {\displaystyle n\times n} 复矩阵组成，以通常交换子为李括号。粒子物理学家通常增加一个因子 {\displaystyle i}，从而所有矩阵成为埃尔米特的。这只不过是同一个实李代数一个不同的更方便的表示。注意 {\displaystyle {\mathfrak {su}}(n)} 是 {\displaystyle \mathbb {R} } 上一个李代数。
例如，下列量子力学中使用的矩阵组成 {\displaystyle {\mathfrak {su}}(2)} 在 {\displaystyle \mathbb {R} } 上的一组基：
{\displaystyle i\sigma _{x}={\begin{bmatrix}0&i\\i&0\end{bmatrix}}}
{\displaystyle i\sigma _{y}={\begin{bmatrix}0&1\\-1&0\end{bmatrix}}}
{\displaystyle i\sigma _{z}={\begin{bmatrix}i&0\\0&-i\end{bmatrix}}}
（这里 {\displaystyle i} 是虚数单位。）
这个表示经常用于量子力学（参见泡利矩阵以及盖尔曼矩阵）表示基本粒子比如电子的自旋。它们也作为我们三维空间量子相对论描述中的单位向量。
注意任意两个不同生成元的乘积是另一个生成元，以及生成元反交换。与单位矩阵（乘以 {\displaystyle i}）一起
{\displaystyle iI_{2}={\begin{bmatrix}i&0\\0&i\end{bmatrix}}}
它们也是 {\displaystyle {\mathfrak {su}}(2)} 的生成元。
当然这里它取决于我们最终处理的问题，比如在非相对论量子力学中为 2-旋量；或在相对论狄拉克理论中，我们需要到 4-旋量的一个扩张；或在数学中甚至是克利福德代数。
注：在矩阵乘法下（在此情形是反交换的），生成克利福德代数 {\displaystyle \mathrm {Cl} _{3}}，而在交换子括号下生成李代数 {\displaystyle {\mathfrak {su}}(2)}。
回到一般的 {\displaystyle \mathrm {SU} (n)}：
如果我们选择（任意）一个特定的基，则纯虚数无迹对角 {\displaystyle n\times n} 矩阵子空间组成一个 {\displaystyle n-1} 维嘉当子代数。
将这个李代数复化，从而现在允许任何无迹 {\displaystyle n\times n} 矩阵。权本征向量是嘉当子代数自己，只有一个非零元素的矩阵不是对角的。尽管嘉当子代数 {\displaystyle \mathrm {h} } 只是 {\displaystyle n-1} 维，但为了化简计算，经常引入一个辅助元素，与所有元素交换的单位矩阵（它不能视为这个李代数的一个元素）。故我们有一个基，其中第 {\displaystyle i} 个基向量是在第 {\displaystyle i} 个对角元素为 {\displaystyle 1} 而在其它处为零的矩阵。则权由 {\displaystyle n} 个坐标给出，而且在所有 {\displaystyle n} 个坐标求和为零（因为单位矩阵只是辅助的）。
故 {\displaystyle \mathrm {SU} (n)} 的秩是 {\displaystyle n-1}，它的邓肯图由 {\displaystyle A_{n-1}} 给出，有 {\displaystyle n-1} 个顶点的链。
它的根系由 {\displaystyle n(n-1)} 个根组成，生成一个 {\displaystyle n-1} 欧几里得空间。这里，我们使用 {\displaystyle n} 冗余坐标而不是 {\displaystyle n-1} 坐标来强调根系的对称（{\displaystyle n} 坐标之和为零）。换句话说，我们是将这个 {\displaystyle n-1} 维向量空间嵌入 {\displaystyle n}-维中。则根由所有 {\displaystyle n(n-1)} 置换 {\displaystyle (1,-1,0,\dots ,0)}。两段以前的构造解释了为什么。单根的一个选取为
{\displaystyle (1,-1,0,\dots ,0)},
{\displaystyle (0,1,-1,\dots ,0)},
…,
{\displaystyle (0,0,0,\dots ,1,-1)}.
它的嘉当矩阵是
{\displaystyle {\begin{pmatrix}2&-1&0&\dots &0\\-1&2&-1&\dots &0\\0&-1&2&\dots &0\\\vdots &\vdots &\vdots &\ddots &\vdots \\0&0&0&\dots &2\end{pmatrix}}}.
它的外尔群或考克斯特群是对称群 {\displaystyle S_{n}}，{\displaystyle (n-1)}-单形的对称群。

## 广义特殊酉群
对一个域 F，F 上广义特殊酉群 SU(p,q;F)，F 上一个秩为 n=p+q 的向量空间上使得一个符号为 (p,q) 的非退化埃尔米特形式不变的所有行列式为 1 线性变换组成的群。这个么正群经常称为 F 上符号为 (p,q) 的特殊酉群。域 F 可以换为一个交换环，在这种情形向量空间换为自由模。
特别地，固定 GL(n,R) 中一个符号为 (p,q) 的埃尔米特矩阵，则所有
{\displaystyle M\in SU(p,q,R)}
满足
{\displaystyle M^{*}AM=A\,}
{\displaystyle \det M=1.\,}
经常可以见到记号 {\displaystyle SU_{p,q}} 略去环或域，在这种形式环或域是指 C，这给出一个典型李群。当 F=C 时，A 的标准选取是
{\displaystyle A={\begin{bmatrix}0&0&i\\0&I_{n-2}&0\\-i&0&0\end{bmatrix}}.}
对某些维数 A 可能有更好的选择，当限制为 C 的一个子环时有更好表现。

### 例子
这类群的一个重要例子是皮卡模群 SU(2,1;Z[i])，（射影地）作用在二度复双曲空间上，同样地 SL(2,Z) （射影地）作用在二维实双曲空间上。2003年，Gábor Francsics 与彼得·拉克斯算出了这个群在 {\displaystyle HC^{2}} 上作用的基本，参见 。
另一个例子是 SU(1,1;C)，同构于 SL(2,R)。

## 重要子群
在物理学中，特殊酉群用于表示波色对称。在对称性破缺理论中寻找特殊酉群的子群很重要。在大一统理论中 SU(n) 重要的子群是，对 p>1，n-p>1：
{\displaystyle SU(n)\supset SU(p)\times SU(n-p)\times U(1).}
为了完整性，还有正交与辛子群：
{\displaystyle SU(n)\supset O(n)}
{\displaystyle SU(2n)\supset USp(2n).}
因为 SU(n) 的秩是 n-1，U(1) 是 1，一个有用的检验是看子群的秩是小于还是等于原来群的秩。SU(n) 是多个其它李群的子群：
{\displaystyle SO(2n)\supset SU(n)}
{\displaystyle USp(2n)\supset SU(n)}
{\displaystyle Spin(4)=SU(2)\times SU(2)}（参见自旋群）
{\displaystyle E_{6}\supset SU(6)}
{\displaystyle E_{7}\supset SU(8)}
{\displaystyle G_{2}\supset SU(3)}（关于 E6, E7 与 G2 参见单李群）。
有同构 SU(4)=Spin(6)，SU(2)=Spin(3)=USp(2) 以及 U(1)=Spin(2)=SO(2)。
最后值得指出的是 SU(2) 是 SO(3) 的二重覆叠群，这个关系在非相对论量子力学 2-旋量的旋转中起着重要的作用。